# Jedburgh (circonscription du Parlement d'Écosse)
Pour les articles homonymes, voir Jedburgh.
Jedburgh dans le Roxburghshire était un Burgh royal qui a élu un Commissaire au Parlement d'Écosse et à la Convention des États.
Après les Actes d'Union de 1707, Jedburgh, North Berwick, Dunbar, Haddington et Lauder ont formé le district de Haddington, envoyant un membre à la Chambre des communes de Grande-Bretagne.

## Liste des commissaires de burgh
- 1661–63, 1665 convention, 1667 convention, 1669–74: John Rutherford, provost [1]
- 1678 convention: James McCubie, provost [2]
- 1681–82, 1685–86: Andro Ainslie, provost [3]
- 1689 convention, 1689–1700: Adam Ainslie, bailli (mort en 1700)[4]
- 1700–02, 1702–07: Walter Scott, provost [4],[5]